# Assemblée de la République (Mozambique)
Pour les autres articles nationaux ou selon les autres juridictions, voir Assemblée de la République.
Xe législature
Palais de l'Assemblée de la République
L'Assemblée de la République (en portugais : Assembleia da República) est le parlement monocaméral du Mozambique. Elle est composée de 250 députés élus pour cinq ans.

## Histoire
Le premier organe législatif au Mozambique est créé en 1977, sous le nom d'Assemblée populaire (AP). Cette désignation est en vigueur jusqu'en 1990, date à laquelle elle est renommée en Assemblée de la République (AR).

## Système électoral
L'Assemblée de la République est composée de 250 sièges élus pour cinq ans au scrutin proportionnel de liste dans onze circonscriptions plurinominales de 12 à 50 sièges correspondant aux provinces du pays en fonction de leur population. Sur le total, deux sièges sont exceptionnellement élus au scrutin uninominal majoritaire à un tour par la diaspora mozambicaine, dans deux circonscriptions recouvrant pour une le reste de l'Afrique et pour l'autre le reste du monde. Le scrutin a lieu via des listes fermées et le résultat en voix est réparti en sièges à l'aide de la méthode D'Hondt à toutes les listes ayant dépassé le seuil électoral de 5 %.

## Liste des présidents
| Titulaire                | Début           | Fin             | Parti | Parti   |
| ------------------------ | --------------- | --------------- | ----- | ------- |
| Marcelino dos Santos     | 30 mai 1977     | 12 janvier 1995 |       | FRELIMO |
| Eduardo Joaquim Mulémbwè | 12 janvier 1995 | 12 janvier 2010 |       | FRELIMO |
| Verónica Macamo          | 12 janvier 2010 | 13 janvier 2020 |       | FRELIMO |
| Esperança Bias           | 13 janvier 2020 | 13 janvier 2025 |       | FRELIMO |
| Margarida Talapa         | 13 janvier 2025 | en cours        |       | FRELIMO |